# Running With Scissors
Running with Scissors er et album udgivet af Weird Al Yankovic den 29. juni 1999
1. The Saga Begins (parodi på American Pie)
2. My Baby's In Love With Eddie Vedder
3. Pretty Fly For A Rabbi (Parodi på The Offspring'S Pretty Fly)
4. The Weird Al Show Theme
5. Jerry Springer (Parodi på Barenakes Ladies's One Week)
6. Germs
7. Polka Power!
8. Your Horoscope For Today
9. It's All About The Pentiums (Parodi på Puff Daddy's It's All About The Benjamins)
10. Truck Drivin' Song
11. Grapefruit Diet
12. Albuquerque